# タカラモノズ/Paradise Live
- ラブライブ! > μ's > タカラモノズ/Paradise Live
- ラブライブ! > ラブライブ!のディスコグラフィ > タカラモノズ/Paradise Live

「タカラモノズ／Paradise Live」（タカラモノズ／パラダイスライブ）は、μ'sによるシングル。スマートフォン向けリズムアクションゲーム『ラブライブ! スクールアイドルフェスティバル』で配信されているオリジナル楽曲「タカラモノズ」「Paradise Live」を収録。2014年1月29日にLantisから発売された。

## 概要
表題曲の「タカラモノズ」は『ラブライブ! スクールアイドルフェスティバル』のユーザー数が100万人を突破したことを記念して制作された楽曲。12月13日にニコニコ生放送で放送された「ブシモ放送局」でサビ部分が公開され、12月15日のアップデートにより楽曲が配信された。また、同ゲームの起動画面のBGMにも使われている。
もうひとつの表題曲「Paradise Live」は12月31日のアップデートにより楽曲が配信された。2015年1月31日より起動画面のBGMとして使われている。
初回生産分には限定覚醒済みSRカード3枚が入手できるシリアルコードが1個（全3種）ランダムで付属する。また、法人特典としてブロマイド・ポストカード・クリアファイルが商品1つにつき1枚付属する。
キャッチコピーは「みんなで作る最高のライブ！」

## チャート成績
1月28日付のオリコンデイリーランキングでは4位にランクイン。29日付では5位に後退したが、30日付では自身初となる首位を獲得した。2月10日付のオリコン週間ランキングでは当時自身最高となる4位にランクイン。売上は前作「Music S.T.A.R.T!!」を上回る36925枚で、『ラブライブ！』関連シングルでは当時の最高初動を記録した。
翌週の2月17日付では1.1万枚を売り上げ、これまでの2週目売上枚数記録を大幅に更新した。翌々週の2月24日付では1.2万枚と枚数を上げ、「Music S.T.A.R.T!!」の累計を抜きシングル最高売上となった。さらに4週目には累計が6.5万枚に達し、『μ's Best Album Best Live! collection』を抜き『ラブライブ！』関連楽曲では当時最高のセールスとなった。現在は累計8万枚に達している。
また、5月24日に行われたブシロード7周年ライブin横浜アリーナで累計出荷枚数が10万枚を突破したことが発表され、6月10日に日本レコード協会よりゴールド認定された。また、同イベントではシングル第2弾の制作も発表された。
サウンドスキャンの週間ランキングでは自身初となる1位を獲得した。また、ビルボードのHot Animationにおいても3作連続となる1位を獲得した。インディーズチャートにおいても2週連続で1位を獲得し、その後もランクインし続け、2014年の年間インディーズチャート1位を記録している。

## 批評
CDジャーナルは、「タカラモノズ」について「ココロ晴れ晴れになりそうな、ジョイフルなナンバー」、「Paradise Live」について「常夏なトロピカル・モード全開のダンサブルなパーティ・チューン」と評した。

## 収録曲
（全作詞：畑亜貴）
- CD

1. タカラモノズ [3:49]
  - 作曲・編曲：高田暁
  - 『ラブライブ！スクールアイドルフェスティバル』オリジナル楽曲
2. Paradise Live [5:13]
  - 作曲・編曲：倉内達矢
  - 『ラブライブ！スクールアイドルフェスティバル』オリジナル楽曲
3. タカラモノズ (Off Vocal) [3:48]
4. Paradise Live (Off Vocal) [5:10]

## 収録アルバム
| 曲名          | アルバム                                    | 発売日        | 備考           |
| ------------- | ------------------------------------------- | ------------- | -------------- |
| タカラモノズ  | 『μ's Best Album Best Live! Collection II』 | 2015年5月27日 | ベストアルバム |
| Paradise Live | 『μ's Best Album Best Live! Collection II』 | 2015年5月27日 | ベストアルバム |